# Granberget, Höljes

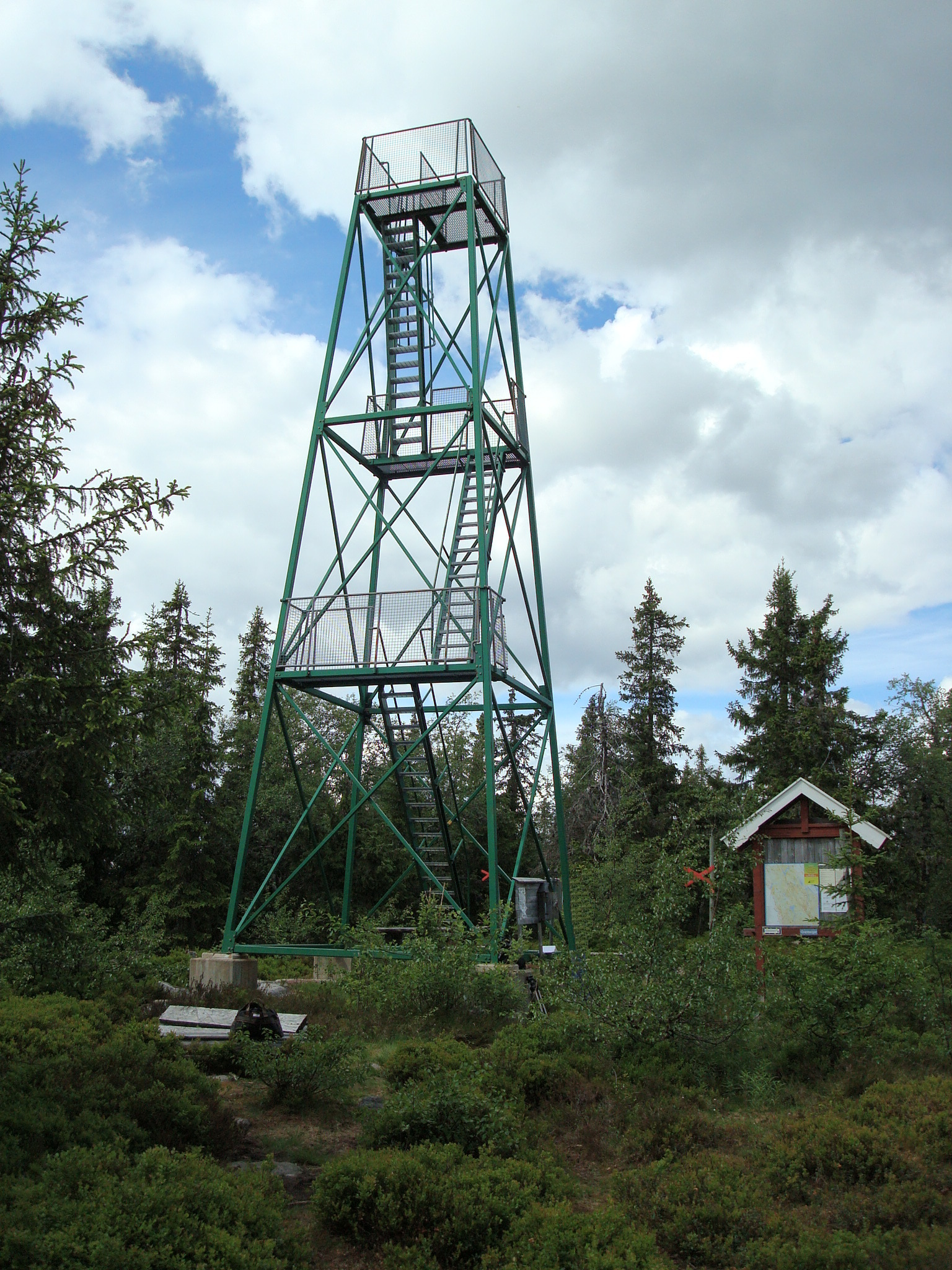
Utsiktstornet.

Granberget, 701 m ö.h., ligger i Värmland, öster om Höljes i nordligaste delen av Torsby kommun. Granberget är Värmlands högsta punkt. Toppen ligger ovan skogsgränsen, men under trädgränsen.[källa behövs]
På toppen står ett 12 meter högt utsiktstorn, uppfört av Norra Finnskoga hembygdsförening 1993. Utsikten från tornet är milsvid över skog, sjöar och berg, i Värmland, Dalarna och Innlandets fylke i Norge. Vandringsleden Nordvärmlandsleden passerar toppen.
Granberget nås till fots om man följer vandringsleden Höljes−Långberget. Med bil kör man riksväg 62 till Brattmon och följer skylt Fageråsdammen 8 km, skylt Kvarnsjön 8 km och därefter skylt Granberget. Sista biten är en gångstig på ca 2,5 km.